# 朱利克森·普羅法
朱利克森·巴瑟羅穆斯·普羅法（英語：Jurickson Barthelomeus Profar，1993年2月20日—），為美國職棒大聯盟的內野手與外野手，目前效力於亞特蘭大勇士。他先前曾效力過遊騎兵、運動家、教士與洛磯等隊。

## 職業生涯

### 德州遊騎兵

#### 2012年–2013年
2012年8月31日，年僅19歲的普羅法登上大聯盟，成為當時大聯盟最年輕的球員。他也是大聯盟首位於1993年出生並登上大聯盟的球員，他接替受傷的二壘手伊恩·金斯勒，並在生涯首打席敲出全壘打。這年他僅出賽9場比賽，打擊率為1成76。

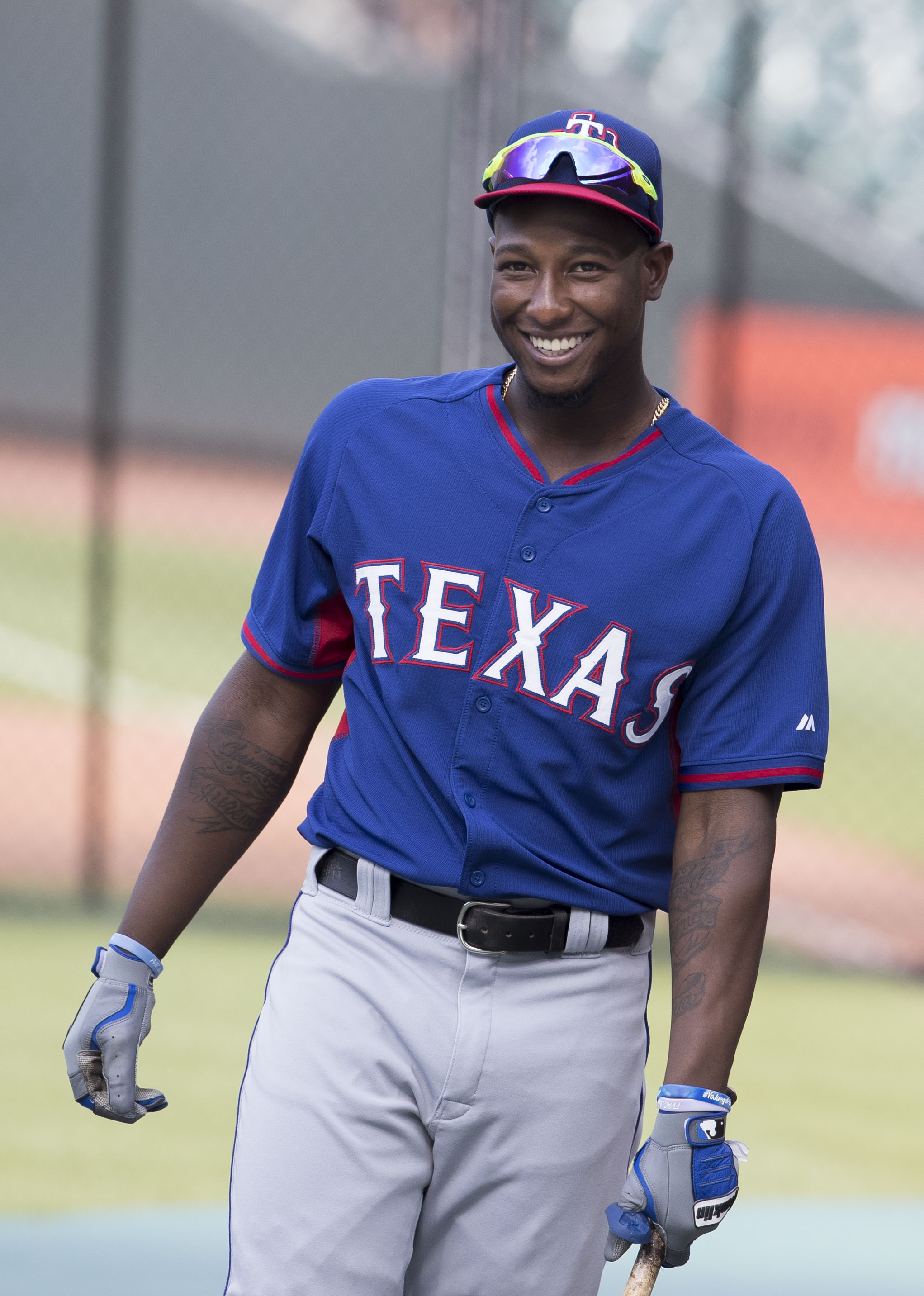
2016年的普羅法

2013年球季初，普羅法待在3A。後來因為金斯勒在5月份再次受傷，使得普羅法又有了登上大聯盟的機會。而他在5月26日從岩隈久志手中敲出全壘打，整季他的打擊率為2成34，並敲出6轟與26分打點。

#### 2014年–2016年
2013年球季結束後，金斯勒被交易到老虎隊。遊騎兵也打算將普羅法培養成金斯勒的接班人。
不過事情並沒有發展的那麼順利，普羅法先在2014年球季受傷，導致整個賽季報銷。2015年2月，他動了肩膀手術，這讓他又要缺席一個球季。

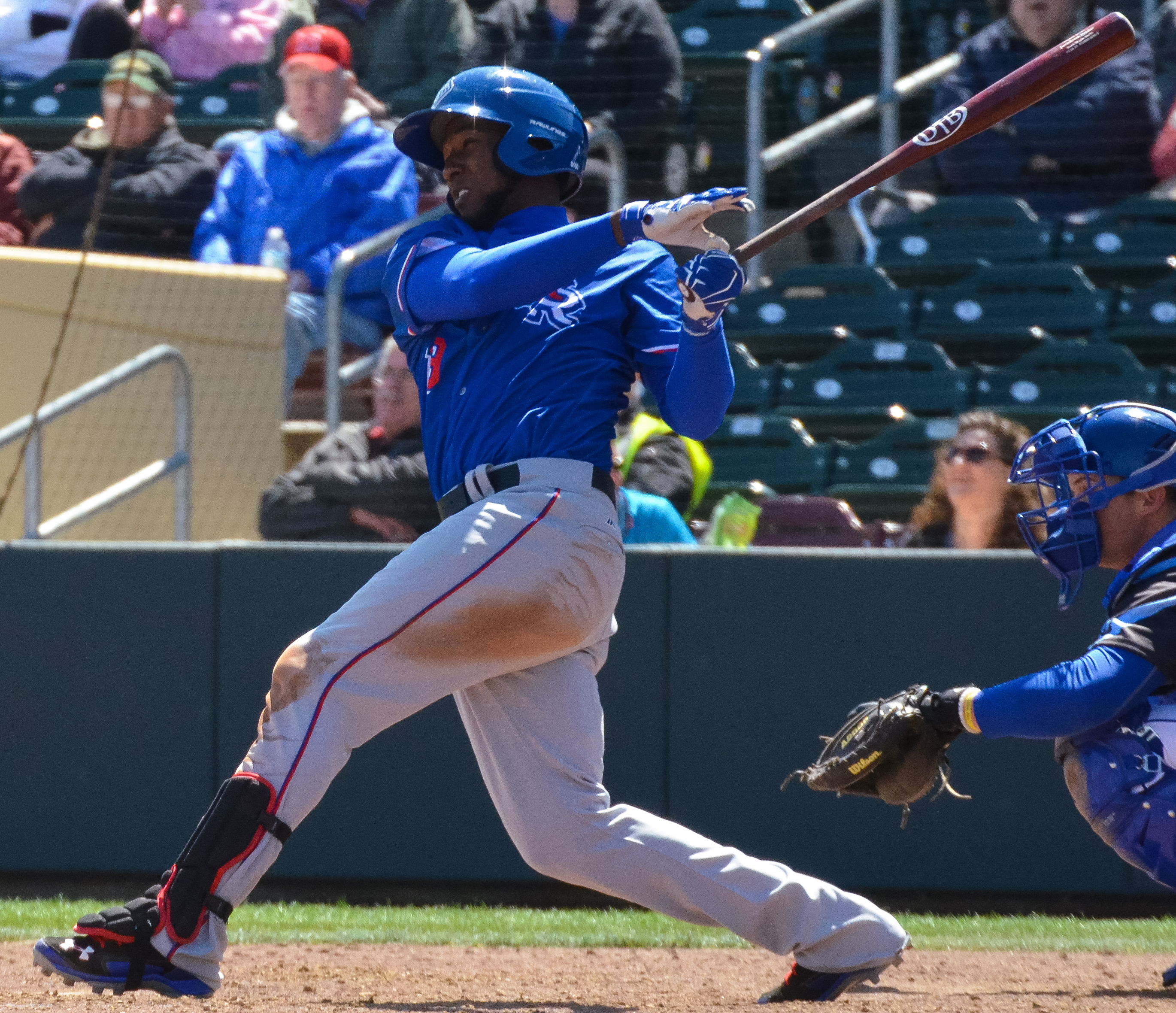
在小聯盟打擊的普羅法，攝於2016年

經歷了兩年的空白後，遊騎兵在2016年將普羅法下放3A。同年5月27日，因為球隊二壘手魯涅德·歐多爾對藍鳥隊的荷西·包提斯塔揍了一拳遭到禁賽，所以普羅法成功重返大聯盟。由於普羅法在歐多爾缺陣期間表現還算不錯，因此球隊只好將另一名內野手Hanser Alberto下放小聯盟。而這年普羅法除了投捕以外的位置都有上場守備。

#### 2017年–2018年
2017年，普羅法在先發外野手競爭上輸給了Ryan Rua和Delino DeShields Jr.。2018年4月16日，他在一次滑壘中因此受傷而退場。這年他內野所有位置都有守過，連左外野也有站。該年他的打擊率為2成54，並敲出20轟。

### 奧克蘭運動家
2018年12月21日，運動家、光芒和遊騎兵進行三方交易。運動家獲得普羅法，遊騎兵獲得Brock Burke、Kyle Bird、Yoel Espinal和Eli White，光芒獲得艾米里歐·帕岡、Rollie Lacy和2019年選秀的平衡選秀權。運動家原本打算讓普羅法補上二壘手傑德·羅銳的離隊空缺，但是普羅法在這年打擊、守備都陷入低潮，還一度被Corban Joseph取代二壘手的位置。這年他的防守分數DRS只有-10分，為全大聯盟最低。

### 聖地牙哥教士
2019年12月2日，運動家隊用普羅法向教士隊交易Austin Allen和一名日後指定球員。他在縮水球季繳出2成78的打擊率，另敲出7轟與25分打點。他也因此在隔年1月27日和球隊簽下3年2,100萬美元的延長合約。

## 國際賽
普羅法曾代表荷蘭隊參加2013年和2017年的經典賽。其中2013年還闖進四強。

## 個人生活
普羅法有兩個弟弟，其中大弟朱瑞米曾於2012年和遊騎兵簽約，小弟朱爾迪克曾代表威廉城參加世界少棒大賽。

## 外部連結
- 球員資訊和成績在MLB ，ESPN ，Retrosheet ，Baseball Reference ，Baseball Reference (Minors) ，Fangraphs ，The Baseball Cube （英文）
- 朱利克森·普羅法的X（前Twitter）
- 朱利克森·普羅法的Instagram帳戶